# St. Jakobus der Ältere (Jakobsberg)

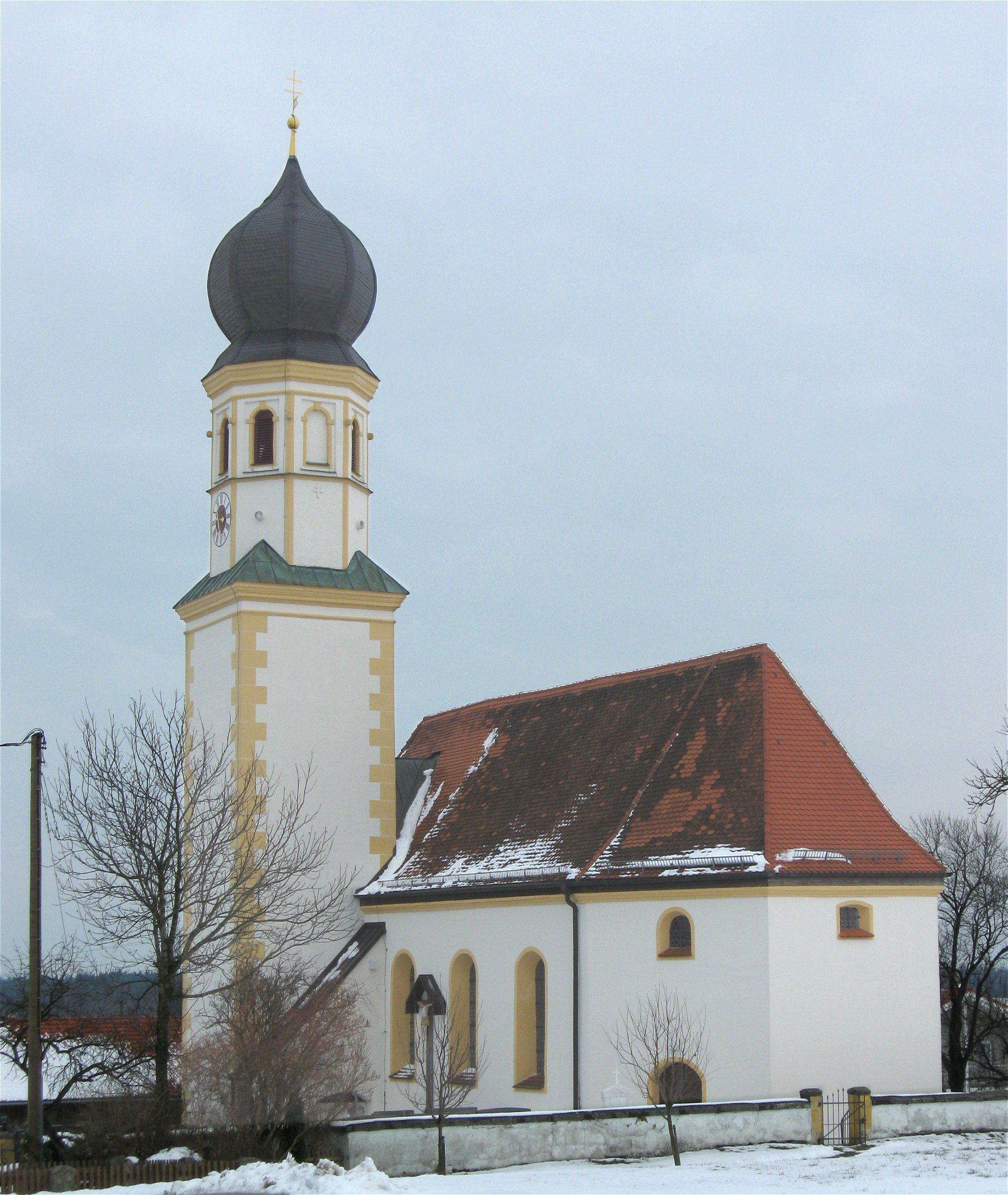
St. Jakobus der Ältere in Jakobsberg

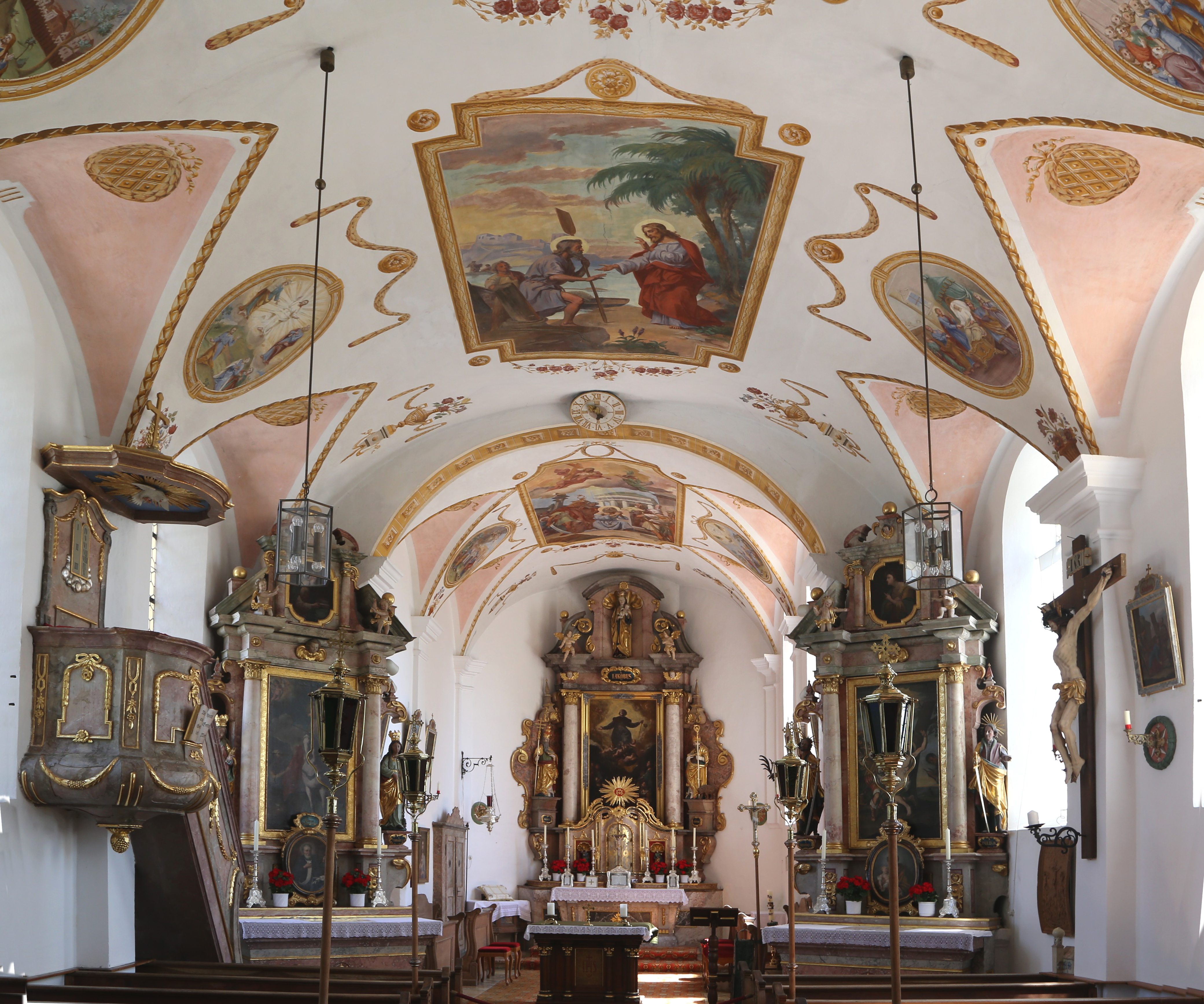
Innenraum

St. Jakobus der Ältere ist die römisch-katholische Filialkirche in Jakobsberg, einem Gemeindeteil von Tuntenhausen im oberbayerischen Landkreis Rosenheim. Sie steht unter Denkmalschutz und wird in der Liste der Baudenkmäler in Tuntenhausen als Baudenkmal unter der Nr. D-1-87-179-39 geführt. Die Kirche gehört zum Dekanat Rosenheim im Erzbistum München und Freising.

## Beschreibung
Die barocke Saalkirche wurde 1678 mit dem Langhaus unter Einbeziehung des dreiseitig geschlossenen spätgotischen Chors im Osten und den unteren Geschossen des Chorflankenturms auf quadratischem Grundriss an dessen Nordwand errichtet. In den beiden achteckigen Geschossen des Turms sind die Turmuhr und der Glockenstuhl mit vier Glocken eingebaut. Eine Zwiebelhaube schließt den Turm ab. 
Die Deckenmalereien im Innenraum schuf 1908 Leonhard Thoma. 
Den Hochaltar von 1680 flankieren Skulpturen des heiligen Papstes Silvester und des heiligen Korbinian. Das Altarblatt zeigt die Verklärung des heiligen Jakobus, darüber im Altarauszug ist eine Madonna mit Kind dargestellt. Auf den beiden Seitenaltären stehen Bilder der Mantelteilung des heiligen Martin und des Martyriums des Apostels Bartholomäus.